# دوستان (فیلم ۱۹۳۸)
دوستان (روسی: Друзья) فیلمی از لف آرنشتام در سبک زندگینامه‌ای است که در سال ۱۹۳۸ منتشر شد.
موسیقی فیلم را دمیتری شوستاکوویچ ساخته است.